# Jay Reatard
Jimmy Lee Lindsey Jr. (1. maj 1980 – 13. januar 2010) er bedre kendt under navnet Jay Reatard, var en amerikansk musiker fra Memphis i staten Tennessee i USA. Jay Reatard var bedst kendt for sit soloprojekt af samme navn, samt The Reatards og Lost Sounds. 